# Casa privata per le SS
Casa privata per le SS és una pel·lícula de nazisploitation italiana dirigida per Bruno Mattei. La pel·lícula tracta sobre un prostíbul on s'eradica els traïdors de l'alt comandament nazi. Per ajudar el prostíbul, un comandant nazi, implicat en treballs d'intel·ligència, demana l'ajuda de científics que entrenen diverses prostitutes per satisfer sexualment els desitjos de l'alt comandament nazi i eliminar qualsevol traïdor.

## Sinopsi
Cap al final de la Segona Guerra Mundial, un oficial alemany selecciona deu prostitutes per eliminar els traïdors del Tercer Reich de Hitler. Després de moltes orgies i l'execució d'oficials deslleials, tota la companyia es suicida en saber de la mort d'Hitler.

## Repartiment
- Ivano Staccioli com Oberstgruppenführer Berger
- Luciano Pigozzi com Prof. Jürgen (com Alan Collins)
- Gabriele Carrara com Hans Schellenberg
- Marina Daunia com Frau Inge
- Macha Magall com Madame Eva
- Lucic Bogoliub Benny com Dirlewanger
- Eolo Capritti com General nazi (com Al Capri)

## Estil
Casa privata per le SS és un exemple de nazisploitation. Aquest cicle de pel·lícules d'explotació nazi són d'origen predominantment italià i van sorgir durant un breu període entre 1975 i 1977. A les pel·lícules de temàtica nazi de Bruno Mattei, els escenaris són els bordells nazis i es preocupa per posar en escena la sexualitat explícita.

## Producció
Parts de la banda sonora de la pel·lícula són preses de la banda sonora de Milano: il clan dei calabresi de Gianni Marchetti. Fou estrenada el 12 de gener de 1977.